# Richard Shepard
Pour les articles homonymes, voir Shepard.
Richard Shepard est un réalisateur américain. Il a réalisé des films indépendants comme The Linguini Incident (1990), Mercy (1995), Oxygen (1999) The Hunting Party (2007) et dernièrement The Matador (2005, avec Pierce Brosnan) et Dom Hemingway (2013, avec Jude Law)
Son actrice fétiche est Maura Tierney, l'interprète d'Abby Lockhart dans Urgences.

## Filmographie
- 1991 : The Linguini Incident
- 1995 : Mercy
- 1999 : Oxygen
- 2000 : Mexico City
- 2005 : The Matador
- 2007 : The Hunting Party
- 2013 : Dom Hemingway
- 2018 : The Perfection
- 2021 : Zoey's Extraordinary Christmas
- 2023 : Film Geek (documentaire)